# Karl Deibicht
Karl Deibicht (* 10. Februar 1913 in Halle (Saale); † 14. Februar 1963 in Hamburg) war ein deutscher Politiker (SPD) und Gewerkschafter der IG Metall.

## Leben und Politik
Karl Deibicht war gelernter Werkzeugmacher. Er wurde 1933 durch die Nationalsozialisten verfolgt und in Haft genommen.
Nach dem Krieg saß er für seine Partei von Oktober 1946 bis 1949 in der ersten frei gewählten Bürgerschaft. Zudem gehörte er lange Jahre als Deputierter der Arbeitsbehörde an.
Neben der parteipolitischen Arbeit war er aktiver Gewerkschafter. Er beteiligte sich in der Nachkriegszeit am Wiederaufbau der Gewerkschaften. 1946 wurde er Sekretär der im Aufbau begriffenen IG Metall in Hamburg und übernahm von 1949 an die Aufgabe als Bevollmächtigter der Verwaltungsstelle Hamburg. 1949 wurde er in den Beirat seiner Gewerkschaft gewählt. Danach wurde er Mitglied der Bezirkskommission und mit der Leitung des Bezirks Hamburg beauftragt. Von 1963 an war er geschäftsführendes Vorstandsmitglied innerhalb der Gewerkschaft.